# Knut von Horn
Knut Raoul Leopold Robert von Horn, född den 28 november 1907 i Stockholm, död den 18 februari 1990 på Hjelmarsnäs, Stora Mellösa församling, Örebro län, var en svensk diplomat och hovman. Han var son till Robert von Horn och måg till en son till Eduard von Horn.
von Horn avlade studentexamen 1926, bedrev nationalekonomiska studier vid universitetet i Cambridge 1926–1927, avlade filosofie kandidatexamen vid Stockholms högskola 1930 och juris kandidatexamen där 1934. Han blev amanuens i traktatberedningen 1935, sekreterare och föredragande där 1938, tillförordnad andre kanslisekreterare i handelsdepartementet 1939, var avdelningschef i handelskommissionen 1939–1942, särskild föredragande i folkhushållningsdepartementet 1942–1946 och kansliråd i handelsdepartementet 1946–1948. von Horn var styresman för Gyttjebad- och brunnsanstalten Loka 1956–1976, ordförande i Statens centrala frökontrollanstalt 1959–1974, ledamot av Statens jordbruksnämnd 1950–1956, ordförande och huvudsekreterare i statliga utredningar samt ombud och sakkunnig i handelspolitiska förhandlingar med ett flertal länder 1940–1955. Han var ordförande i Svenska kvarnföreningen 1973–1980, i Gullspångs kraftaktiebolag 1973–1981, förste vice ordförande i Svenska handelsbanken 1975–1978 och styrelseledamot i ett flertal svenska bolag. von Horn blev tjänstgörande kammarjunkare 1941, kammarherre 1946, var ställföreträdande introduktör för främmande sändebud 1950–1959 och överintendent vid kungens hov från 1956. Han utgav ILO – den planerade internationella handelsorganisationen (1948). von Horn blev ledamot av Skogs- och Lantbruksakademien 1959 (preses 1972–1975, hedersledamot 1976. Han blev riddare av Nordstjärneorden 1946 och kommendör av samma orden 1956. von Horn tilldelades Hans Majestät Konungens medalj i åttonde storleken i Serafimerordens band 1976. Han vilar i sin familjegrav på Norra begravningsplatsen utanför Stockholm.